# 李勣
李勣（594年—669年12月31日），原名徐世勣，或作世績，字懋功，亦作茂功。唐高祖李渊赐其姓李，是为李世勣，后避唐太宗李世民讳改名为李勣。曹州离狐（今山东菏泽东明县东南）人，唐初将領，曾破东突厥、高句丽，与李靖并称。歷事唐高祖、唐太宗、唐高宗三朝，深得朝廷信任和重任，朝廷倚之為長城。

## 生平
徐世勣出身富户，大业七年（611年）17岁时正值隋末农民起事，跟随翟让参加瓦岗军。在李密成为瓦岗军的首领后，徐世勣因军功被封为东海郡公，驻守黎阳。在李密谋害翟让时，被乱军砍伤，后被王伯当所救。大业十四年（618年）击退了北上的宇文化及。李密王世充决战后，随李密归降唐朝，守黎阳，被唐高祖诏授黎阳总管，李密在黎陽起事，徐世勣献黎阳投降，请求收葬李密的尸首，得到李渊的允许。后跟随秦王李世民先后讨伐刘武周、王世充、窦建德、刘黑闼和徐圆朗等割据势力，武德六年（623年），又跟随赵郡王李孝恭和李靖讨伐辅公祏。
入唐后，唐高祖李渊说徐世勣是“纯臣”，赐他姓李。先封曹国公，後封英国公。贞观年间，曾参与平定东突厥、薛延陀、高句丽的战役。武德八年（625年）突厥進犯，李世勣討伐。貞觀三年（629年）大破突厥，俘五萬人而歸，鎮守并州十六年（参见唐滅东、西突厥之戰）。貞觀十五年（641年），在诺真水（今内蒙古乌兰察布）大败薛延陀。貞觀十八年（644年）隨太宗親征高句麗。
唐太宗晚年，曾對太子李治說：“李勣重視恩義，你無恩於他，恐怕日后他無法尽心辅佐你。朕先將他外放，等朕死你登基後，你再將他召回，受以僕射，如此一來，你就有恩於他，他就會對你誓死效忠。”为了使李勣忠于李治，唐太宗将他贬为叠州（今甘肃迭部）都督。唐高宗即位后根据唐太宗的遗命恢复了他的职位，历任尚书左仆射、司空。高宗問他：“朕欲立武昭儀為皇后，你覺得如何？”李勣說道：“此陛下家事，何必要問外人。”總章元年（668年），李勣率兵至鴨綠江，與薛仁貴會於平壤，攻克平壤，大胜而歸（参见唐与高句丽的战争）。總章二年（669年）十二月初三戊申日，李勣卒，享年七十六歲，唐高宗辍朝七日，赠李勣太尉、扬州大都督，谥号貞武，陪葬昭陵。因后来其孙徐敬业反对武则天，發動起事，被族誅，李勣也被剖棺戮尸。到後來唐中宗以神龍之變复辟之後才平反昭雪，以礼改葬。

## 圖集

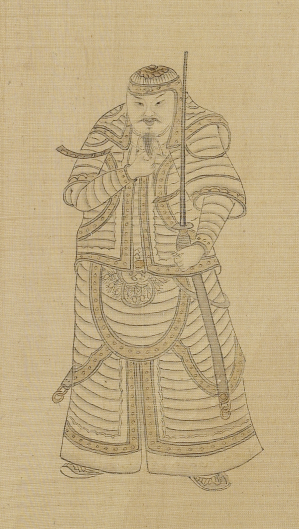
淩煙閣功臣圖像，李勣
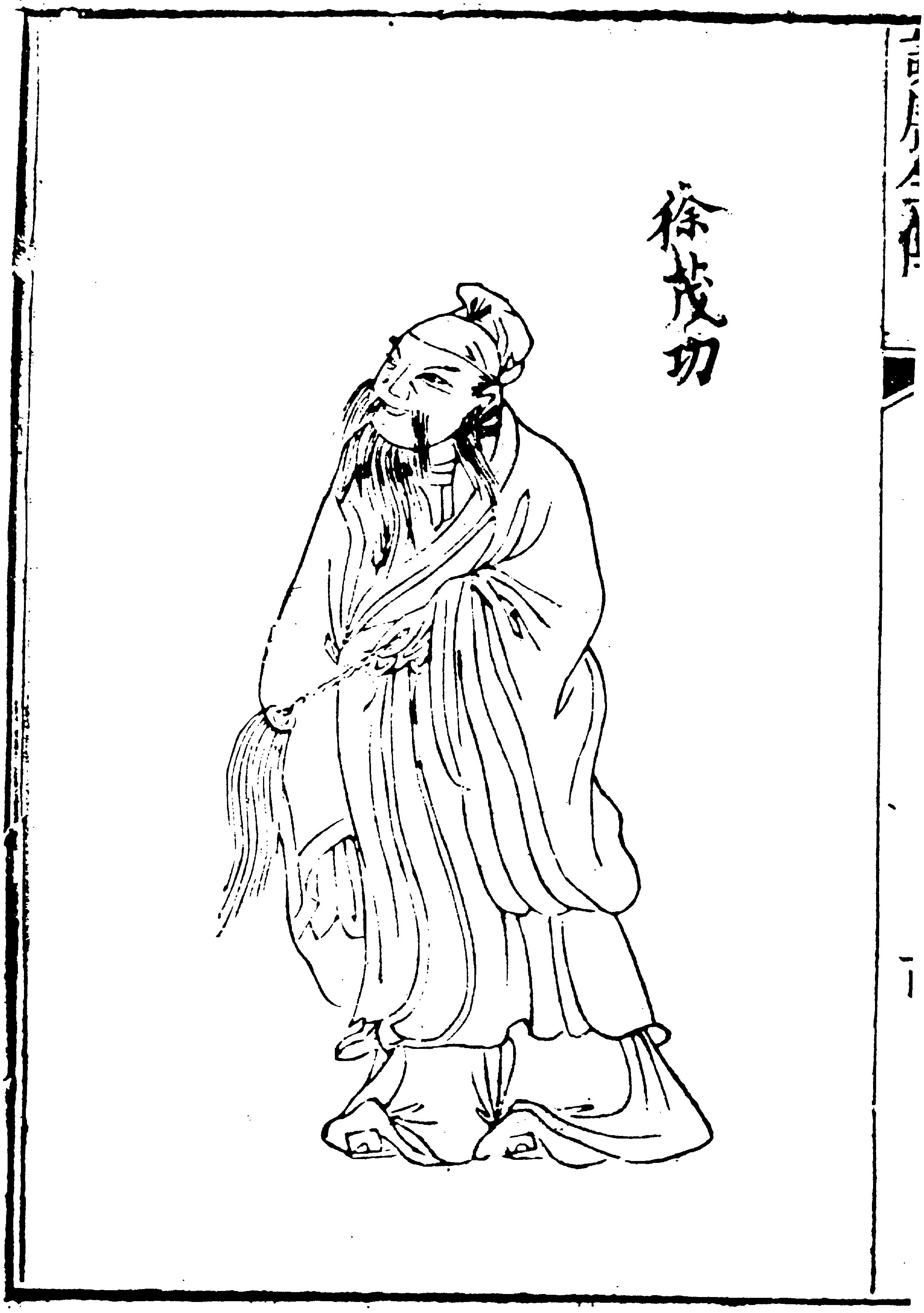
說唐演義全傳，徐茂功
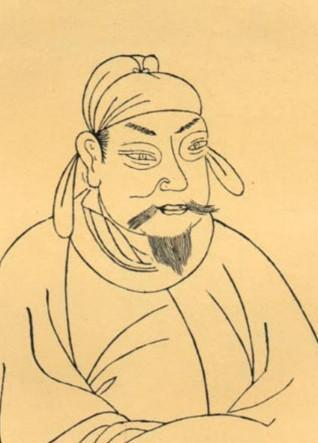
李勣像
繡像瓦崗寨演義傳，徐懋功

## 家族

### 曾祖
- 徐鹊，濮阳郡守

### 祖
- 徐康，谯郡太守，赠济州刺史

### 父
- 徐盖，字广济，舒国节公[5]

### 妻
- 薛氏，封一品大夫人，英國夫人

### 兄弟姐妹
- 姐：李某（墓志铭阙字）（隋开皇十一年（591年）—唐显庆二年七月三十日（657年9月13日）），字总持，嫁唐临清县令琅邪王某
- 姐：李氏，东平郡君
- 弟：李弼
- 弟：李感（隋仁寿四年（604年）—唐武德元年（618年））

### 子孙
- 长子李震（617年—665年），字景阳，永徽四年（653年）任泽州刺史，显庆二年（657年）转赵州刺史，龙朔二年（662年）任梓州刺史，麟德二年三月卒于梓州（在今四川三台县潼川镇），年四十九。谥号定。妻王氏
  - 孙：李敬业，袭英国公，684年起兵反武，兵败被杀
  - 孙：李敬猷，盩厔令
  - 孙：李敬真
  - 孙：李思顺，字知通，鸿胪寺卿
    - 曾孙：徐湘，字汉津，寿州刺史
      - 玄孙：徐弘光，字大明，岐王傅
- 次子李思文，武则天临朝时被赐姓武氏，官任岚、饶、润等州刺史，再除太仆少卿，兼知陇西事。又加银青光禄大夫、上柱国、卫县开国公、检校并州大都督府长史、清源道总管，除冀州刺史。
  - 孙：武钦载（665年—679年），字景初，李思文之子。调露元年八月四日（679年9月14日）卒于陇西大使之馆，春秋一十有五。垂拱四年（688年）改葬洛阳北邙
  - 孙：徐钦宪，开元年间，官至国子祭酒
  - 孙女：李宝上座，第三女，前夫龙门公之孙、司农卿王弘福次子王勗，后夫中书侍郎温彦将孙、易州司马温瓒第三子潞州屯留县令温炜
- 女，贞观元年（627年）卒
- 女，嫁杜怀恭

## 李勣碑与墓志铭
李勣碑立于唐高宗仪凤二年十月六日（677年11月6日），现仍竖立于李勣墓前。碑身高5.70米，宽1.80米，厚54厘米。碑额篆书，题《大唐故司空上柱国赠太尉英贞武公碑》十六字，唐高宗李治撰文并书写，书法为行草体，共31行，每行110余字不等，碑题下“御制御书”四字及文末年款为正书。碑下截部分錾损严重，其余较清晰。碑阴刻宋游师雄元祐四年（1089年）的题记。

大唐故司空太子太师上柱国赠太尉扬州大都督英贞武公李公碑

御制御书

　　朕闻四维纪地，坤元所以载物；八柱承天，乾策由其列耀。故轩丘御历，资六相以经纶；丰水膺图，凭九臣而缔构。莫不道符金砺，契叶盐梅，虎啸龙腾，风翔云起。公名勣，字懋功。滑州卫南人也。本姓徐氏，陵源有(阙十二字)，高士抱○山之节。曾祖元起，后魏大中大夫、○昌郡守。祖康，齐伏波将军、谯郡太守，追赠济州刺史。父盖，散骑常侍、陵州刺史、上柱国、济阴郡王，后固辞王，改封舒国公，赠潭州都督。业传弓冶，代列簪裾。载德象贤，○光惇史。公禀灵川岳，毓○星辰。○○奇○之○，○○○○之志。乘长风而击○，○○○○；指大○而开○，夙怀英略。年甫十七，属隋运分崩，於时率土沸腾，群方竞逐。黄龙白骑，互动干戈；丹浦绿林，递兴氛祲。家负吞沙之力，人怀炼石之心。李密据九洛以称兵，临二周而问鼎，公权推盟主，暂定君臣。○○黎阳○之○○○。高祖神尧皇帝应昊穹而拨乱，顺斗极以龚行。四海乐推，兆人思戴。及密来投附，公独未归。既承其旨，方奉皇运，诚於所事，造次必形，风霜之节，其在兹矣。高祖乃诏公为黎州总管、上柱国、莱国公，寻改封曹公，赐同国氏。公临危守义，类文聘之怀忠；建策承恩，同奉春之得姓。武德二年，又授右武候大将军。是时国步未夷，王涂尚梗。太宗文武圣皇帝愍兹交丧，大拯横流。公出赞元戎，入参神算。受分麾之重寄，沐赐棨之殊荣。刘武周率彼犬羊，凭陵汾晋；先朝躬亲矢石，公则任属偏裨，萧斧纔临，朝菌俄翦。王充窦德，潜议合从，南濒控鹤之山，北距飞狐之塞。拥周韩之锐卒，驱赵魏之枭兵。自谓力动天关，威回地轴，〇轩营〇明，月阵交锋，〇〇竟〇〇〇〇武(阙八字)必捷，〇雁〇〇是凭。(阙七字)徐员朗，虔刘齐地，南征北伐，并效深功。憬彼匈奴，自昔为患。乘折胶而犯鄣，候满月而来侵。朔骑骋於唐郊，胡笳沸於汾隰。簸林摇岳，喷野腾川，烽火照於回中，羽檄飞於阙下。公出车受(阙二十九字)。若〇豪之逢巨燎，弥山抑室；似危叶之遇冲飚，灭迹扫尘，追奔逐北，乃加食封九百户。参墟奥壤，王迹所基。傍控宝符之乡，近对金庭之域。眷言枢要，绥抚特难，镇俗威边，非公莫属。乃授并州大都督 (阙十字)兵部尚书 (阙十三字)，浮革船而度紫河。穷雁海而倾巢，就狼台以探穴，遂使地空塞北，候静漠南。汉将勒燕然之铭，胡骑动阴山之哭。既而频丁巨罚，殆不胜哀。累诏宽解，敦还〇任。于时朕居藩邸，(阙十五字)吏，〇因〇觐，人〇宸闱。先圣承闲，曲垂谈宴。绪言之际，以朕讬公，便即啮指流血，铭肌为记。忠贞之操，振古莫俦；金石之心，唯公而已。改封英国公，授兵部尚书，寻授特进、太子詹事、左卫率。贞观十九年，授辽东道行军大总管，〇先朝东征，大破驻跸。寻授灵州道安抚大使，破延陁於乌德鞬山，又授太常卿，出为叠州都督，寻除特进、检校洛州刺史。朕纂承丕绪，延想旧勋。又授公开府仪同三司、尚书左仆射。〇〇文昌(阙十四字)具瞻。公以管仲论〇，〇〇殊任。〇光授职，勋贤异宜。践位未淹，遽申沖让。朕成公之美，权遂谦光，寻拜司空，用旌高德。傍甫九土，上穆三台。聿膺玄武之符，载调黄鼎之饪。彝伦式叙，庶绩其凝。乃将有事太山，又以公为封禅大使，仍(阙十嗣字)掌〇者。先朝亲行吊伐，云冲万道，天兵四临。笼丑徒於握中，置凶群於几上。但圣心恻隐，不忍坑夷，赐以重生，返其归路。犹复收合馀烬，背义忘恩，莫念解网之仁，还兴举斧之逆。朕恭惟往志，情切授柯，思清襚穴之祅，誓雪园陵之愤。昔王翦旧将，方吞南楚之强；充国老臣，始定西羌之孽。立功立事，耆德是凭。故劳公暮年，出征外域。乃以公为辽东道安抚大使、行军大总管，韫玉帐之宏〇，〇〇宫之妙〇。沉沙(阙十五字)以疲〇〇〇〇养锐〇雅投壶。纵间谍以知穷，因乡导而乘隙。殄兹寇垒，不藉九攻之劳；获彼凶渠，唯恃七擒之术。倾源拔本，海罄山空。万代逋诛，一朝清荡。及旋，拜太子太师，加封二百户。公自少及长，忘身奉国。〇神〇风，(阙十四字)，以〇遘疾，〇晨昏〇锡，〇〇〇忧。上药名医，相望道路。曰仁必寿。竟爽神期，天不慭遗，歼我良懿。以总章二年十二月三日薨於私第，春秋七十有六。朕趋车轸恸，去籥兴哀，爰命百寮，废朝七日，岂直秦〇辍相，郑国寝(阙十三字)日〇公。给东园秘器。葬事所须，并令官给。以咸亨元年二月六日陪葬昭陵。所筑之坟，一准卫霍故事，象乌德鞬山及阴山、铁山等，以旌破北狄、东夷之功焉。其迁葬之辰，朕自至横门投书永诀。穿壁候疹，不救鹤版之灾；登城望泣，徒深蚁慕之感。公〇得〇之几(阙二十五字)。与朋则虚舟靡逆，行己则暗室无欺。晦雨不革其音，疾风益知其劲。奉亲思孝，遽彰怀橘之诚；事上资恭，无待观乔之诫。孙吴艺术，弗学而生知，管乐才〇，率性而斯〇。国家贻训， (阙十四字)之慎。潜德隐〇，〇耀〇〇。内穷献替之言，外不彰其直；入尽弼谐之致，出不显其忠。就礼俗而存道，因善谑而申讽。抵掌宏议，庶政咸仗其谋；造膝诡词，群寮莫知其际。夷险一致，宠辱不惊。萧萧焉，竦〇〇之节；〇〇焉，〇〇〇之〇。(阙六字)浮云之心〇无〇〇〇〇相观公之惧。其为吏也，严而不残；其为将也，威而能爱。子颜之方敌国，在昔多惭；道济之比长城，於今为劣。朕以公桑榆昃景，力谢年侵，欲令诸子仕京，得申私养。公(阙二十三字)覆〇〇〇〇必倾，愿保馀生，怀此知足。加以卜居间宇，唯欣里宅之卑；列壤疏封，独尚寝邱之俭。岂非业光三杰，誉重二南，为社稷之元龟，实期运之隆栋。公材公望，有始有终者欤。朕属〇云〇，唯(阙十八字)室之无〇，悲晋京之不作。股肱〇逝，何痛如之？徂光倏而不留，宰树森其成列。恐栒邑之地，竟沦彩於琱戈；庶武昌之原，永传辉於翠琰。式旌遗懿，乃勒铭云：　

　　惟皇建极，惟臣佐功。吟啸玄感，卜梦潜通。如鳞纵壑，若羽随风。弼谐天构，光亨栋隆。(其一)　

　　爰有杰人，胄承华绪。德〇殆庶，道光性与。情希管乐，器侔伊吕。应物卷舒，随〇出处。(其二)　

　　〇〇〇〇，〇〇〇〇。〇〇〇〇，〇星耀〇。〇参帷幄，出统中垒。〇如〇〇，〇〇〇泉。(其三)　

　　金石齐贞，松筠表劲。摄下唯尔，基身以正。赐厚分骖，恩隆得姓。燮和师律。抑扬辞令。(其四)　

　　营开偃月，旆〇连云。下江澄霭，平林散氛。玄池妙略，黄石崇勋。威横百战，勇冠三军。(其五)　

　　〇资文武，〇〇〇〇。〇〇临〇，〇云〇秋。香〇〇〇，〇〇〇〇。〇〇〇〇，慎同温室。(其六)　

　　出车青徼，申谋绛宫。驾狄攻狄，驱戎伐戎。鲸销海晏，蜃破楼空。永殪逋薮，长清大风。(其七)　

　　缔构邦基，经纶国步。戒盈辞满，鸣谦履素。克壮其猷，聿光岁暮，凛凛奇节，温温雅度。(其八)　

　　惟孝惟念，爰泉爰〇。〇〇〇〇，〇抱柔〇。〇〇〇〇，〇〇〇〇。竭诚戴主，倾身奉国。(其九)　

　　负山潜远，梦琼兴怆。阶裂下台，星沉上将。朝悲野泣，投环辍相。晋原长往，吴阊徒望。(其十)　

　　三河聚骑，五校陈兵。旌轩委郁，笳挽凄清。沉沉〇〇，寂寂佳城。松寒月〇，〇〇〇〇。(其十一)　

　　业茂生前，道存身后。〇〇〇〇，名留岘首。坟象战山，树凝营柳。人谣国颂，天长地久。(其十二)

    仪凤二年岁次丁丑十月庚申朔六日乙未建

李勣墓志铭，1971年出土于陕西醴泉县烟霞乡烟霞新村西约200米处李勣墓中，墓志盖厚15厘米，底边长86厘米，盖面篆书《大唐故司空公太子太师赠太尉扬州大都督上柱国英国公李公墓志之铭》。志石边长82厘米，厚17厘米，刘祎之奉敕撰文，正书55行，满行54字。

大唐故司空太子太师赠太尉扬州大都督上柱国英国公勣墓志铭并序

朝散郎守司文郎崇贤馆直学士臣刘祎之奉敕撰

　　惟天为大，丽七衡而构象；惟地称厚，镇八柱以开基。钦若巨唐，体乾坤而合德；粤惟上宰，混阴阳而燮化。首参练石之功，兆赞随山之业。身负日月，勋昭区宇。致君於尧舜之先，济俗於胥庭之上。郁为良辅，其在太尉英国公乎。公讳勣，字懋功，本姓徐氏，高平之著族焉。后寓济阴，又居东郡，今为卫南人也。偃王以高义遣邦，导源於楚服；太尉以洪勋启胙，得姓於皇家。曾祖鹊，后魏濮阳郡守；祖康，齐谯郡太守，皇朝赠济州刺史。家声有裕，冯氏之累叶分符；门庆无疆，何族之联芳授册。显考盖，皇朝散骑常侍，封济阴郡王，固辞王爵，徙封舒国公，赠潭州都督，谥曰节。其道可贵，乡无亢礼之宾；其教有方，庭洽闻诗之训。初启长沙之胙，旋颁曲阜之封。式亮鸣谦，载光延赏。公即节公之元子也。惟岳降灵，自天纵哲。数寻擢颖，识者知其伟材；五尺成童，通贤咨其国器。引旗为戏，早萌戡乱之心；学剑且成，夙韫济时之略。属炎精告否，大浸方稽。年甫十七，情图九万。授手为念，拥膝长怀。志欲清於天下，声已驰於海内。乃与同郡翟让，单雄信等筹咨权略，董率英豪。指麾而百郡倾心，叱咤而万夫翘首。未逾期月，尽有强齐之地。及李密归於翟让，公乃推为盟主。隋越王称制东都，假密太尉，以公为右武候大将军，封东海郡公。炀帝南征不复，蛇豕之毒方流；化及北上长驱，犬羊之徒自扰。公乃缟六师而抗愤，先固黎阳；料百胜以推锋，义高即墨。以顺图逆，所向无前。我大唐继天理物，拨乱反正。革夏而三风已变，宅秦而五星遽聚。李密为王充所困，拥众归朝。公知天命有在，犹全事君之节。通启於密，俟去就之命。高祖闻而嘉之曰：此真忠义之士。乃授黎州总管、上柱国，封莱国公，寻改封於曹，赐姓李氏。太宗龙田韫睿，豹略穷微，躬劳丹浦之师，亲缴青丘之憝。公参陪九伐，戡翦八荒，屠建德於河阴，斮武周於汾澨。而王充跋扈，且昧讴歌，苟安助桀之徒，偷据迁殷之野。公载扈麾旆，克清瀍洛。爰洎凯旋，策勋畴帅。太宗为上将而公膺下将焉。献捷之辰，特赉金甲，夷夏纵观，莫不荣之。加食邑五千户，转左监门卫大将军、齐州总管。逆贼刘黑闼、徐员朗、辅公祏之平也，咸有大功焉。太宗践柞，授并州大都督，别食封九百户。寻为通漠道行军总管，破颉利牙於漠北，虏获廿余万。皇上之居藩邸，遥摄并州，改授公左光禄大夫、并州长史。六年初，议封建，徙封英国公，册拜蕲州刺史。时并不就国，复以本官遥领太子左卫率，徵拜兵部尚书，参谋国政。上膺九星之耀，下层六坐之重。持议以平，献善伊直。十七年，加特进、太子詹事，仍同中书门下。太宗问罪东夷，以公为辽东道大总管。属延陀入寇，乃统蕃兵击之，遂清大漠。师旋，加领太常卿。廿三年，以公事降授叠州都督。宫车晚驾，遗诏迫复本官。皇上纂图，以特进检校洛州刺史，寻加开府仪同三司，仍知政事。俄迁尚书左仆射。聿阶元佐，是居端右。异伯仁三日之谣，同景倩四辞之切。永徽元年，又表固让。帝重违雅志，以开府参国政焉。四年，册拜司空。公勋业兼懋，声实具举。登太阶而平五土，升揆路而高百辟。公材公望，朝野式瞻。先朝尝图公像於凌烟阁，至是，皇上又命写形焉。神笔序之曰：“朕闻珠潜汉沼，仍辉晈夜之光；玉蕴荆峰，终耀连城之价。是以吴起佐魏，显德舟中；乐毅归燕，论功济上。用今方古，异代同规。但公勇志潜通，石梁饮羽。忠诚幽感，踈勒飞泉。穷玉帐之微，体金坛之要。或以临机制变，义在忘躯。推毂受脉，情期竭命。扬旌紫塞，非劳结燧之谋；振旅朱鸢，何假沉沙之术。残云断盖，碎几阵於龙庭；落月亏轮，摧数城於玄菟。加以入陪帷幄，出总戎麾。道驾八元，荣高三杰。朕以绮纨之岁，先朝特以委公。故知则哲之明，所寄斯重。自平台肇建，望苑初开，备引英奇，以光僚寀。而岁序推迁，凋亡互及，茂德旧臣，唯公而已。用旌厥美，永饰丹青。昔者西汉功臣，图形於骐阁；东京列将，缋范於云台。语事可俦，校恩弥远。”麟德之二载也，有事岱宗，特诏公为封禅大使，详择前规，申明旧典。式光绝代之礼，载洽施尊之庆。憬彼韩獩，长恶不悛。奋箠而虐被黎烝，寻戈而毒流支庶。主上情期极溺，念轸推沟。伐叛之规，伫成先志；总戎之重，迺睠台庭。公尚想伏波，不辞於暮齿；载怀充国，莫逾於老臣，遂膺跪毂之仪，式隆分阃之寄。虔奉圣筭，龚行天讨。白羽既麾，玄夷底定。荡积稔之逋寇，摅圣皇之宿愤。偃伯韬戈，宇内胥悦。振旅之日，乘舆亲郊劳之，礼焉。总章二年，加授太子太师。临轩策命，增别食封通前一千一百户。公载怀止足，累辞荣宠。皇上深体二疏之诚，终俟一夔之力。爰降优旨，一月三朝。微展闲放，无亏变理。惟公诞膺人杰，允迪师臣。齐君五往而忘劳，晋臣一见而成服。至如石阵沙城之变，三宫七舍之奇，匪因黄石之书，自得紫房之妙，斯乃公之余事焉。其有超伦绝迹，固不可得而略也。方以事上，善必推君。昭德塞违，有犯无隐。先朝昔尝闲宴，顾谓公曰：万岁之后，属卿以幼孤。公涕雪致词，因噬指流血。俄而沉醉，乃解御服覆之。又尝目疾，亲剪须以充药剂。因谓侍臣曰：非我私之，为社稷计耳。及上之嗣位，特流渥泽。公尝坠马，乃降乘而抚之。銮舆翟辂，三幸公宅。储后英藩，咸陪天驷，此则忠於国而爱於君也。事亲之道，候色无违；就养之方，因心罔匮。及风树不静，再从权夺。外迫敦喻，内殷创巨。茹荼婴蓼，则朝序延悲；葈貌乐形，而家臣不识。此则孝於家而显於亲也。姊以贞顺守节，爰开石窌之封；弟以廉直效官，亟绾铜符之任。友悌之至，贯于幽明。此则睦於天伦也。惟子及孙，是称繁衍。千金勖垂堂之诫，万石禀趋里之恭，珪组充庭，人莫知贵；芝兰溢庑，时无间言。此则严於庭训也。单雄信者，公之故人。委质王充，竟罹逆党。请免官爵，以赎其辜。国有常刑，止宥妻子。逮将就戮，对之号恸。因抽刀割股以啖之曰：生死永诀，此肉同归於土矣。天下闻之，莫不掩泣。是后收其孤嗣，爱同己子。事轶指囷，恩逾分宅。此则义於交也。束发登朝，便阶七命。升簪揆务，愈慎四知。秩俸之资，咸散於婕属；恩赏之泽，必阵於廊庑。是以寝丘之田，绝膏腴之利；文终之第，隔轮奂之美。迈公仪之拔葵，甘次卿之脱栗。此则廉於财也。再战而倾十角，一举而灭三韩。谅禀神谟，寔寄英勇。是以东夷北狄，畏威怀惠。匈奴昔尝遣使，求识於公。类彼王商，竟贻真相之目；均夫李广，惮其飞将之名。此则威於边也。景兹七德，独秀千龄，故能业济勤王，功宣辅帝。夤奉三圣，咸穆良哉之重；式畅九功，允光则哲之化。道冠惟师，望优元老。可谓令德具美，善始令终音欤。从幸九成，移疾沉痼。及旋京第，即居路寝。东首而卧，怙然待终。主上忧形於色，恩过於常。日昃忘餐，甚於置邮之问；夜分辍寝，深乎窥壁之劳。以公尝诫满盈，子弟多述职於外。至是，驿召咸令侍疾。伏枕弥留，乘箕不驻，以总章二年十二月三日薨，春秋七十有六。天子抚床沫泣，去籥缠悲，哭於别次，哀声外澈。文武在列，不胜感欷。特诏辍朝七日，撤乐亦如之。中宫悼切宗臣，事均於吴汉；副后痛殷良傅，情深於杜夷。藩技委奠而含凄，列辟望庐而挥涕。华夷轸恨，愚智同伤，岂止舍瑱袭縗、辍耕罢肆而已。有诏册赠太尉、使持节、大都督、扬和滁宣歙常润七州诸军事、扬州刺史；给班剑卌人，加羽葆鼓吹；赐布帛二千五百段，米粟副焉；凶事所须，务从优厚，并赐东园秘器；仍今司礼大常伯、驸马都尉杨思敬，司稼少卿李行诠监护。粤以三年岁次庚午二月甲辰朔六日己酉陪葬於昭陵。仪仗送至墓所往还。有司考行，谥曰贞武公。其坟象乌德鞬山及铁山，以旌平延陀、句丽之功也。遗命薄葬，优诏许焉。皇上亲制碑文，以光粹烈。尚以毕陌之前，虽贲卢山之象；赵楼之下，未纪滕城之铭。爰诏史臣，载扬勋烈。其颂曰：

　　虞夏膺籙，商周革命，稷契匡风，伊姜辅圣。於昭凤历，登三有庆，显允龙光，咸一无兢。

　　曾芒演粹，閒气腾英，电眸异表，云角殊祯。滔滔远度，凛凛高情，雄襟寥廓，沉筭从横。

　　斧藻天经，发挥地纪，饰羽文箭，彫彤贲梓。道蔼八区，言应千里，粤人之杰，惟物之轨。

　　运锺毁冕，年方弱冠，逐鹿知归，从龙式赞。抱乐辞夏，收图佐汉，授钺申威，横戈静乱。

　　功昭草昧，业峻经纶，北清柳室，东扫扶津。四瀛涤祲，六漠销尘，总戎之律，执国之钧。

　　西次徂辉，南箕讬化，方宪胶序，俄捐馆舍。桃径无春，松扃有夜，鱣庭閟范，鹿轓寝驾。

　　紫宸流悼，青宫缔悲，国怆元老，朝虚帝师。三河诏葬，四兆贞期，卢山贲象，毕陌联逵。

　　哀笳嘹唳，容幰逶迟，盛德不朽，洪勋在兹。

## 文學創作
在《隋唐演義》和《說唐演義全傳》中，徐世勣被演繹成瓦岗寨的軍師，是一位有如諸葛亮類型的半仙级人物「徐茂公」（又作徐茂功）。